# Erase/Rewind
Erase/Rewind è un singolo del gruppo musicale svedese The Cardigans, pubblicato il 15 marzo 1999 come secondo estratto dal quarto album in studio Gran Turismo.

## Descrizione
Il brano è stato scritto da Peter Svensson e Nina Persson.

## Promozione
Il brano è stato usato per la serata Rewind di Raidue, ossia come colonna sonora per le repliche delle serie tv Cold Case, Criminal Minds, Senza traccia e NCIS - Unità anticrimine. Si trova anche nel film Il tredicesimo piano del 1999 diretto da Josef Rusnak.

## Video musicale
Il video, diretto da Peter Berg, mostra i componenti del gruppo suonare all'interno di un piccolo ambiente illuminato dalla luce delle lampade fluorescenti e sorvegliati da una telecamera. Verso la fine del video le pareti cominciano ad avvicinarsi fra loro, ed il video si conclude un attimo prima che il gruppo venga schiacciato del tutto. Il video è indubbiamente una citazione dell'analogo episodio del compressore di rifiuti comparso in Guerre stellari: una nuova speranza.
Vi è pure una "versione colonna sonora", in cui le immagini del videoclip vengono intervallate ad alcuni immagini del film Il tredicesimo piano. Alla fine del video, i membri della band iniziano a distruggere i loro strumenti musicali.

## Tracce
1. Erase/Rewind
2. Erase/Rewind (Nåid Remix)
3. Explode (Remix)
4. My Favourite Game (Video)

## Versione di Sabrina Salerno
Nel 2008 la cantante italiana Sabrina Salerno ha realizzato una cover del brano in versione dance, pubblicata come primo singolo estratto dall'album Erase/Rewind Official Remix.
CD single
1. Erase Rewind Remix (Andrea T Mendoza Vs Tibet Radio Mix 2009)
2. Erase Rewind Remix (Andrea T Mendoza Vs Tibet Club Mix 2009)
3. Erase Rewind Remix (Andrea T Mendoza Vs Tibet Yes Club Mix)
4. Erase Rewind Remix (Andrea T Mendoza Vs Tibet Yes Dub Mix)
5. Erase Rewind Remix (Andrea T Mendoza Vs Tibet Yes Radio Mix)
6. Erase Rewind Remix (Andrea T Mendoza Vs Tibet Album Edit Mix)
7. Erase Rewind Remix (Andrea T Mendoza Vs Tibet Album Mix)
8. Official Video

## Classifiche
| Classifica (1999) | Posizione massima |
| ----------------- | ----------------- |
| Francia           | 60                |
| Germania          | 71                |
| Lettonia          | 5                 |
| Norvegia          | 14                |
| Nuova Zelanda     | 36                |
| Paesi Bassi       | 62                |
| Regno Unito       | 7                 |
| Svezia            | 12                |
| Svizzera          | 39                |